# Frankliniella occidentalis
Frankliniella occidentalis är en insektsart som först beskrevs av Theodore Pergande 1895.  Frankliniella occidentalis ingår i släktet Frankliniella och familjen smaltripsar. Arten är reproducerande i Sverige. Inga underarter finns listade i Catalogue of Life.

## Bildgalleri

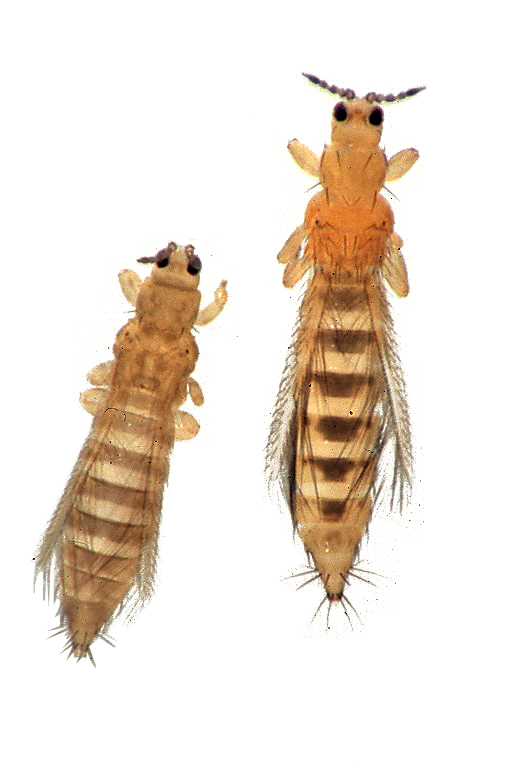